# Hospital Princesa Margarita
El Hospital Princesa Margarita (en inglés: Princess Margaret Hospital) es el centro de trauma más importante de Dominica, ubicado en la parte norte de Goodwill en la capital, Roseau, al noreste del Parque Lindo, al norte de los Jardines Botánicos de Roseau, al suroeste del Clifton Dupigny Technical College y al sur de la prisión Stock Farm. Hay aproximadamente 15 especialistas y 12 médicos residentes. El hospital cuenta con una unidad de cuidados intensivos de cuatro camas. Existe una cámara hiperbárica, pero no está (a partir de marzo de 2007) en funcionamiento. El servicio de ambulancia es operado por el Departamento de Bomberos, con aproximadamente 6 ambulancias.